# Trophime
Venant du grec ancien trophê qui veut dire nourriture, Trophime est un prénom essentiellement masculin, fêté le 29 décembre.

Trophime est porté par :

## Prénom
- Trophime Bigot (° 1579, Arles - † 1650, Avignon) est un artiste-peintre baroque français.
- François Trophime Rebecqui (1744-1794), négociant et homme politique de la Révolution française.

- Trofim Denissovitch Lyssenko (1898-1976), ingénieur agronome soviétique, à l'origine d'une théorie génétique pseudo scientifique.
- Pour les articles sur les personnes portant ce prénom, consulter la liste générée automatiquement pour Trophime.

## Saints chrétiens
- Trophime d'Éphèse, chrétien du Ier siècle, compagnon de saint Paul.
- Saint Trophime, premier évêque d'Arles en Provence, au IIIe siècle.